# Alex Callender
Pour les articles homonymes, voir Callender.
Pas d'image ? Cliquez ici

a Compétitions nationales et continentales officielles uniquement.

b Matchs officiels uniquement.
Dernière mise à jour le 17 juin 2025.
Alex Callender, née le 29 juillet 2000 à Carmarthen (pays de Galles), est une joueuse internationale galloise de rugby à XV évoluant au poste de troisième ligne aile. Elle joue en Angleterre, aux Harlequins. Elle est co-capitaine de l'équipe du pays de Galles à partir de 2025.

## Biographie

### Jeunesse et formation
Alex Callender naît le 29 juillet 2000 à Carmarthen au pays de Galles.
En 2017, elle commence la pratique du rugby à XV, soit l'année de ses dix-sept ans, au sein du club local du Llanelli Wanderers RFC après que des camarades de son école lui proposent de venir tester ce sport. Avant cela, elle pratique notamment le netball et représente son pays. Pendant un temps, elle pratique ces deux sports mais elle choisit de délaisser le netball au profit du rugby à XV. Lors de ses débuts rugbystiques, elle est tout d'abord placée au poste de centre, puis en troisième ligne centre et enfin en troisième ligne aile, son poste favori.
Plus tard, elle est sélectionnée avec l'équipe des moins de 18 ans des Scarlets avec qui elle remporte une compétition et est repérée par l'équipe du pays de Galles de rugby à sept qui la convoque.
Sur le plan scolaire, elle fait partie du Gower College de Swansea, puis elle étudie ensuite le sport et l'éducation physique au sein de la Cardiff Metropolitan University (en) et joue pour l'équipe de rugby de l'établissement.

### Carrière internationale puis professionnelle
En 2019, Alex Callender est sélectionnée par l'équipe du pays de Galles pour le Tournoi des Six Nations,. Durant la compétition, elle fête sa première cape internationale contre la France à l'âge de dix-huit ans. Lors de la journée suivante, elle est titularisée pour la première fois afin d'affronter l'Angleterre.
Par la suite, en 2020, elle est de nouveau sélectionnée pour le Tournoi des Six Nations. La même année, elle rejoint l'Angleterre et le club des Worcester Warriors (en) évoluant en Championnat d'Angleterre,.
Au mois de mars 2022, le pays de Galles la convoque pour le Tournoi des Six Nations, repoussé à cause de la pandémie de Covid-19.
Lors de l'été suivant, elle se voit proposer un contrat professionnel à plein temps par la Fédération galloise. Deux mois plus tard, elle compte dix-neuf sélections en équipe du pays de Galles quand elle est retenue pour disputer la Coupe du monde en Nouvelle-Zélande. Lors de la première journée de la compétition, face à l'Écosse, elle réalise un total de vingt-quatre plaquages sans en manquer un seul. Par la suite, elle termine co-meilleure plaqueuse de la compétition avec 80 plaquages,,.
En janvier 2023, Alex Callender perd sa mère qui meurt d'un cancer. Deux mois plus tard, elle voit son contrat professionnel renouvelé par la fédération galloise. Le même mois, elle est sélectionnée pour disputer le Tournoi des Six Nations. Pendant la compétition, elle inscrit un essai contre l'Irlande qu'elle dédicace à sa mère. Les Galloises réalisent un bon Tournoi et terminent la compétition à la troisième place.
À l'automne 2023, elle fait partie des trente joueuses qui partent en Nouvelle-Zélande participer au WXV 2023. À la même période, son club des Worcester Warriors se retire des compétitions auxquelles il participe et elle se retrouve alors sans club,,,. En attendant de retrouver un club, elle joue en Celtic Challenge avec le Brython Thunder dont elle est capitaine.
En mars 2024, Alex Callender est convoquée pour le Tournoi des Six Nations. Lors de la première journée, elle est titularisée et nommée vice-capitaine. Pendant ce match, elle inscrit un essai mais sa sélection s'incline 18 à 20 à domicile contre l'Écosse. Le pays de Galles termine à la dernière place mais elle est l'une des seules satisfactions de son équipe, disputant l'intégralité de la compétition, terminant meilleure plaqueuse et la joueuse ayant réalisé le plus de courses ballon en main.
Durant l'intersaison 2024, elle signe aux Harlequins. Elle commence la saison 2024-2025 avec le WXV, où elle est titularisée à trois reprises. Au mois de janvier 2025, elle se blesse avec les Harlequins et elle rate l'ouverture du Tournoi des Six Nations. Elle fait finalement son retour contre l'Irlande lors de la quatrième journée. Au mois de juillet, elle est nommée co-capitaine de l'équipe nationale, en compagnie de Kate Williams.

## Palmarès
- Élue joueuse galloise de l'année par l'Association des journalistes gallois en 2024[31]